# أنطونيو ملك نافارا
أنتوني دي بوربون (بالفرنسية: Antoine de Bourbon) (22 أبريل 1518 - 17 نوفمبر 1562) كان ملك نافارا مشترك مع زوجته جان الأولى، من 1555 إلى وفاته، هو أبن شارل دي بوربون، دوق فاندوم وزوجته فرانسواز دي ألونسون، هو والد هنري الثالث الرابع، ملك نافارا وفرنسا.

## روابط خارجية
- أنطونيو ملك نافارا على موقع الموسوعة البريطانية (الإنجليزية)
- أنطونيو ملك نافارا على موقع الموسوعة البريطانية (الإنجليزية)
- أنطونيو ملك نافارا على موقع إن إن دي بي (الإنجليزية)